# Centre hospitalier universitaire de Québec
Le Centre hospitalier universitaire de Québec, aussi désigné en tant que CHU de Québec−Université Laval, est un centre hospitalier universitaire situé à Québec.

## Description
Cette section ne s'appuie pas, ou pas assez, sur des sources secondaires ou tertiaires indépendantes du sujet. Le texte peut contenir des analyses inexactes ou inédites de sources primaires.
Pour l'améliorer, ajoutez-en, ou placez des modèles {{Source secondaire souhaitée}} ou {{Source secondaire nécessaire}} sur les passages mal sourcés. (avril 2022)
Un des plus grands pôles d'enseignement universitaire en santé au Québec, il dispense des soins généraux, spécialisés et surspécialisés auprès d'un bassin de près de 2 millions de personnes. Il est affilié à l'Université Laval. Le CHU compte près de 12 000 employés, 1 500 médecins, dentistes et pharmaciens, 700 chercheurs.

## Historique
Le Centre hospitalier universitaire de Québec est créé en 1995 par la fusion administrative de l'Hôtel-Dieu, de l'Hôpital Saint-François d’Assise et du Centre hospitalier de l’Université Laval. En 2012, le Centre hospitalier affilié universitaire de Québec (CHA) est greffé à son tour à l'organisation.
En 2015, le projet de loi 10 est adopté par l'Assemblée Nationale et la structure du CHU de Québec s'en voit modifiée. L'ensemble de l'organisation est transféré au Centre intégré universitaire de santé et services sociaux de la Capitale-Nationale et devient le CHU de Québec-Université Laval.

## Établissements
Le CHU de Québec regroupe cinq hôpitaux :
- CHUL (Centre hospitalier de l'Université Laval)
- Hôtel-Dieu de Québec
- Hôpital du Saint-Sacrement
- Hôpital Saint-François d'Assise
- Hôpital de l'Enfant-Jésus

## Réseau universitaire intégré de santé et de services sociaux
- Institut universitaire de cardiologie et de pneumologie de Québec
- Maison Michel-Sarrazin (soins palliatifs)
- Centre intégré universitaire en santé et services sociaux de la Capitale-Nationale;

Centres intégrés de santé et de services sociaux: 
- du Bas-Saint-Laurent
- de Chaudière-Appalaches
- de Lanaudière
- de la Côte-Nord
- de la Gaspésie
- des Iles
- du Bas-Saint-Laurent
- de Lanaudière

### Réseau d’unités de médecine familiale
- UMF de Trois-Pistoles
- UMF des Etchemins
- UMF de Gaspé
- UMF Haute-Ville
- UMF Laurier
- UMF Laval
- UMF de Lévis
- UMF Maizerets
- UMF de Manicouagan
- UMF du Nord de Lanaudière
- UMF de Rimouski
- UMF Saint-François d’Assise